# 평촌신도시
평촌신도시(坪村新都市)는 대한민국 경기도 안양시 동안구 일대에 조성된 신도시이다.

## 배경
1980년대 대한민국의 인구는 계속해서 늘어났지만, 그들이 거주하는 주택의 수는 턱없이 부족한 상황이었다. 특히 서울특별시의 인구는 포화상태에 이르렀고, 서울 내에서도 목동 신시가지나 상계동 지역을 개발하는 등 주택 건설에 들어갔으나 늘어나는 인구를 막을 수는 없었고, 주택 부족으로 부동산 가격이 치솟고 있었다. 이에 1988년 9월 13일 '주택 200만호 건설계획'을 발표하였다. 200만호 중 수도권 지역의 주택건설 물량은 총 90만호로서 그 중 40만호는 서울시에, 나머지 50만호는 서울 주변지역인 산본, 중동, 평촌 등에 대규모 택지개발을 발표하여 1989년 수도권지역 대규모택지개발지구로 확정되어 안양시 평촌동, 관양동, 비산동, 호계동 일원에 건설되었다.

## 마을
- 공작마을(부림동)
- 관악마을(부흥동)
- 꿈마을(귀인동)
- 귀인마을(귀인동)
- 목련마을(범계동)
- 무궁화마을(신촌동)
- 샘마을(갈산동)
- 샛별마을(달안동)
- 은하수마을(부흥동)
- 초원마을(평안동)
- 한가람마을(부림동)
- 향촌마을(평안동)